# Mesples
Mesples är en kommun i departementet Allier i regionen Auvergne-Rhône-Alpes i de centrala delarna av Frankrike. Kommunen ligger  i kantonen Huriel som ligger i arrondissementet Montluçon. År 2022 hade Mesples 125 invånare.

## Befolkningsutveckling
Antalet invånare i kommunen Mesples
Referens: INSEE